# Boris Zrinski
Boris Zrinski (9 maggio 1955) è un allenatore di pallacanestro sloveno, fino al 1992 jugoslavo.

## Carriera
Nel 2011 ha allenato la Nazionale di pallacanestro femminile della Slovenia; in precedenza aveva guidato la Nazionale maschile.

## Palmarès
- Coppa di Slovenia: 1

Hopsi Polzela: 1996